# Marionette (film 1915)
Marionette (Marionetten) è un film del 1915 diretto da Richard Löwenbein.
Tra gli interpreti, appare il nome di Adolf Wohlbrück, qui al suo esordio cinematografico: l'attore, alla salita al potere dei nazionalsocialisti, riparò nel Regno Unito diventando uno degli attori preferiti di Michael Powell ed Emeric Pressburger con il nome di Anton Walbrook.

## Produzione
Il film fu prodotto dalla Greenbaum-Film. Venne girato a Berlino, negli studi Greenbaum Film Atelier.

## Distribuzione
Venne distribuito nelle sale tedesche il 27 agosto 1915, presentato a Berlino alla Marmorhaus.